# Esymus finitimus
Esymus finitimus är en skalbaggsart som beskrevs av Schmidt 1922. Esymus finitimus ingår i släktet Esymus och familjen Aphodiidae. Inga underarter finns listade i Catalogue of Life.